# Kroksjön (Sävars socken, Västerbotten)
Kroksjön är en sjö i Umeå kommun i Västerbotten och ingår i Sävaråns huvudavrinningsområde. Sjön har en area på 0,195 kvadratkilometer och ligger 44 meter över havet. Sjön avvattnas av vattendraget Finnbäcken.

## Delavrinningsområde
Kroksjön ingår i det delavrinningsområde (709811-173637) som SMHI kallar för Mynnar i Sävarån. Medelhöjden är 30 meter över havet och ytan är 23,66 kvadratkilometer. Det finns inga avrinningsområden uppströms utan avrinningsområdet är högsta punkten. Finnbäcken som avvattnar avrinningsområdet har biflödesordning 2, vilket innebär att vattnet flödar genom totalt 2 vattendrag innan det når havet efter 5,4 kilometer. Avrinningsområdet består mestadels av skog (64 procent) och sankmarker (28 procent). Avrinningsområdet har 0,19 kvadratkilometer vattenytor vilket ger det en sjöprocent på 0,8 procent.